# I liga słowacka w piłce nożnej (2004/2005)
Sezon 2004/2005 był 12. edycją rozgrywek piłkarskich o mistrzostwo Słowacji.

## Tabela końcowa
|    | Klub                  | M  | Z  | R  | P  | Br+ | Br- | Br+/- | Pkt | Uwagi                          |
| -- | --------------------- | -- | -- | -- | -- | --- | --- | ----- | --- | ------------------------------ |
| 1  | Artmedia Bratysława   | 36 | 20 | 12 | 4  | 64  | 28  | 36    | 72  | Liga Mistrzów – 2. runda kwal. |
| 2  | MŠK Žilina            | 36 | 19 | 8  | 9  | 73  | 34  | 39    | 65  | Puchar UEFA – 1. runda kwal.   |
| 3  | Dukla Banská Bystrica | 36 | 13 | 13 | 10 | 45  | 38  | 7     | 52  | Puchar UEFA – 1. runda kwal.   |
| 4  | ZTS Dubnica nad Váhom | 36 | 13 | 12 | 11 | 42  | 43  | 1     | 51  | Puchar Intertoto               |
| 5  | Spartak Trnava        | 36 | 12 | 10 | 14 | 39  | 37  | 2     | 46  |                                |
| 6  | Matador Púchov        | 36 | 12 | 10 | 14 | 31  | 43  | 12    | 46  |                                |
| 7  | MFK Ružomberok        | 36 | 11 | 10 | 15 | 50  | 57  | 7     | 43  |                                |
| 8  | AS Trenčín            | 36 | 12 | 7  | 17 | 36  | 50  | 14    | 43  |                                |
| 9  | Inter Bratysława      | 36 | 9  | 11 | 16 | 27  | 37  | 23    | 38  |                                |
| 10 | FC Rimavská Sobota    | 36 | 7  | 11 | 18 | 30  | 57  | 27    | 32  | Spadek do 2. ligi              |

## Awans
- FC Nitra

## Spadek
- FC Rimavská Sobota

## Najlepsi strzelcy
| Piłkarz          | Gole | Klub                  |
| ---------------- | ---- | --------------------- |
| Filip Šebo       | 22   | Artmedia Bratysława   |
| Ivan Bartoš      | 18   | MŠK Žilina            |
| Martin Jakubko   | 14   | Dukla Banská Bystrica |
| Stanislav Šesták | 13   | MŠK Žilina            |
| Juraj Halenár    | 12   | Inter Bratysława      |
| Róbert Semeník   | 12   | Dukla Banská Bystrica |
| Roland Števko    | 11   | MFK Ružomberok        |
| Branislav Fodrek | 10   | Artmedia Bratysława   |
| Marek Bakoš      | 9    | Matador Púchov        |
| Marián Čišovský  | 9    | MŠK Žilina            |
| Ivan Lietava     | 9    | AS Trenčín            |
| Pavol Masaryk    | 9    | Spartak Trnava        |
| Martin Mikulic   | 9    | Artmedia Bratysława   |
| Pavol Straka     | 9    | ZTS Dubnica nad Váhom |